# Bells Beach

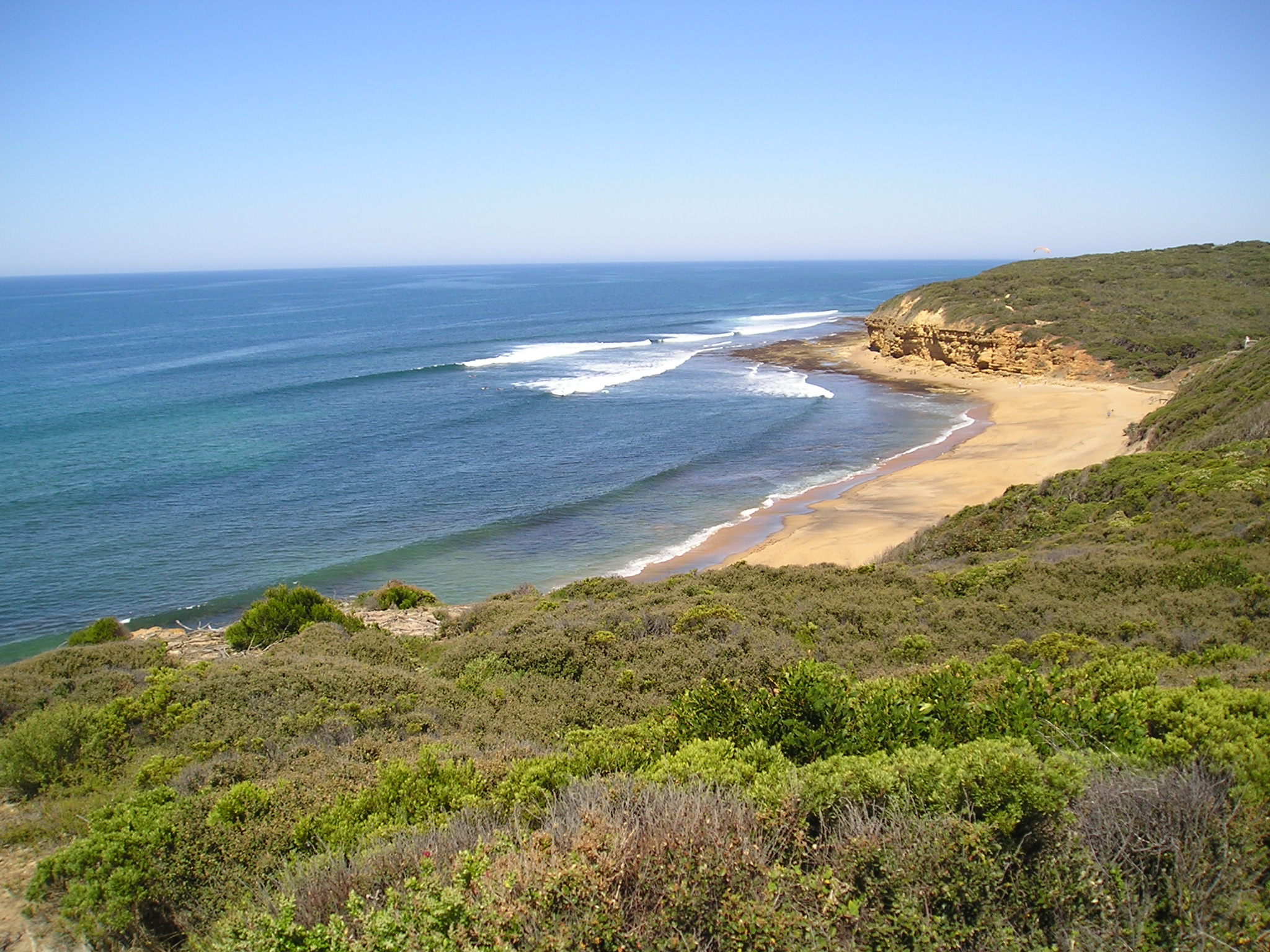
Bells Beach.

Bells Beach es una famosa área de playas situada en Victoria, Australia.

## Situación y características
Bells Beach es una de las playas más importantes de toda Australia. Localizada a 103 km al oeste de Melbourne, las poblaciones más cercanas son Torquay y Jan Juc.
El área de Bells, internacionalmente conocida por sus rompientes olas, está constituida por las playas de Southside, Centreside, Rincón, Winki Pop, Lowers y Lower Lowers,
Las olas de Bells son de las mejores del mundo, presentándose bastante tubulares, rápidas y largas.

## Surf
Los surfistas descubrieron Bells Beach a comienzos de 1950. En enero de 1962, Vic Tantau y Peter Troy organizaron la primera prueba de surf. En 1973 comenzó The Bells Beach Surf Classic o Rip Curl Pro Bells Beach, una prueba de surf válida para el ASP World Tour que se sigue realizando hoy en día, convirtiéndola en el evento más veterano del surf profesional.

## Dato curioso
La playa Bells fue escenario de la película Point Break de 1991, en la que dos de sus protagonistas presencian sus grandes olas durante una tormenta.